# Golensizen

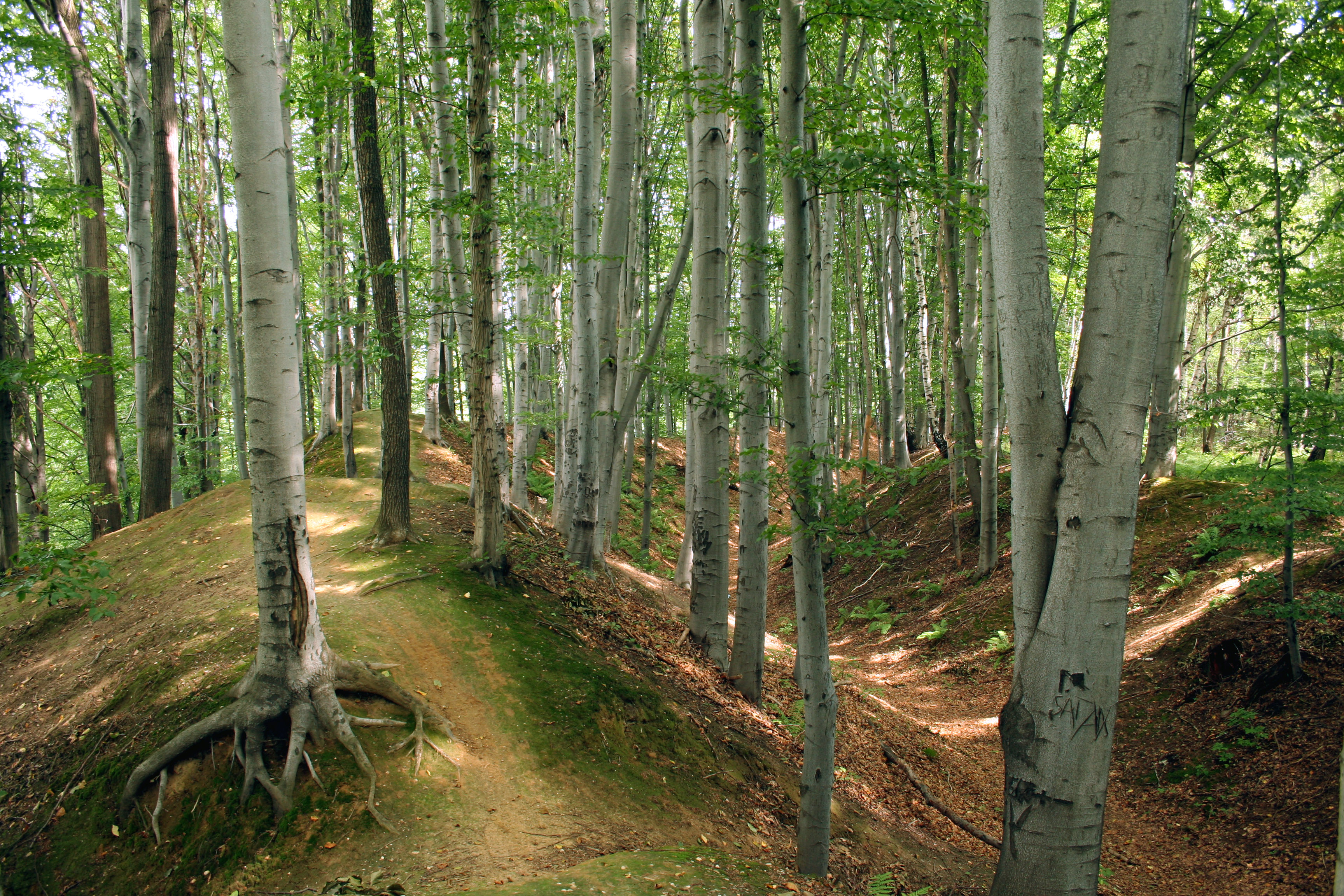
Reste der Wallanlage von Lubomia

Die Golensizen, auch Holasitzer, Holaschitzer, (polnisch Golęszycy, auch Gołęszycy oder Golęszyce, tschechisch Holasici) waren ein westslawischer Stamm im südöstlichen späteren Oberschlesien, heute im südlichen Polen und nordöstlichen Tschechien.

## Erwähnungen
Die Golensizen wurden erstmals in der Descriptio regionem et civitatorum des Bayerischen Geographen wahrscheinlich im späten 9. Jahrhundert als Golensizi erwähnt mit insgesamt 5 Burgen (civitates).
1155 wird die Burg Hradec nad Moravicí/Grätz als gradice Golenzicezke genannt. Noch 1269 ist diese Burg Mittelpunkt einer terra, d. h. eines Ländchens, aus dem 1319 das eigenständige Herzogtum Troppau hervorging.

## Geographische Lage
Das Verbreitungsgebiet der Golensizen ist nicht sicher zu bestimmen.

Historisch greifbar ist nur die Burg Hradec nad Moravicí/Grätz, die am Übergang einer wichtigen Handelsstraße von Mähren nach Polen über den Fluss Opava/Oppa lag. In deren Nähe entwickelte sich spätestens im 12. Jahrhundert die neue Stadt Opava/Troppau.

Unweit davon findet sich in Holasovice eine weitere slawische Burganlage aus der gleichen Zeit (Holasizi ist die tschechische Variante zu polnisch Golensizi).
Dieses Gebiet gehörte zum Teschener Schlesien, das heißt dem Teil Oberschlesiens, der heute, wie auch schon im 13. Jahrhundert nicht zu Polen, sondern zu Mähren bzw. Böhmen gehörte.

Daher wird in der tschechischen Landesgeschichtsschreibung das Hauptaugenmerk auf diese Region gelegt, während die polnische Forschung die Golensizen auch weiter nördlich sucht.
So geht sie davon aus, dass die wichtigste, weil größte Burg in Lubomia lag.

Eine weitere wird in Chotěbuz zugeordnet, die wahrscheinlich im 9. Jahrhundert durch den mährischen Fürsten Svatopluk I. zerstört wurde (wie auch eine in Międzyświeć) und durch eine neue auf dem Schlossberg (Góra zamkowa) ersetzt wurde.

## Geschichte
Das Gebiet gehörte wahrscheinlich bis 907 zum Großmährischen Reich, dann zum Herzogtum Böhmen der Přemysliden (als provincia Holasicensis ?). Ab ungefähr 990 zum Herzogtum Polen der Piasten. Seit 1138 dann zum neu gegründeten Herzogtum Schlesien.